# Aleșd
Aleșd (Élesd en hongrois, Ellesch en allemand) est une ville roumaine du județ de Bihor, en Transylvanie, dans la région historique de la Crișana et dans la région de développement Nord-Ouest.

## Géographie
La ville d'Aleșd est située dans l'est du județ, dans la vallée du Crișul Repede, à son confluent avec la Valea Șoimul, entre les Monts Plopiș au nord et les Monts Pădurea Craiului au sud, à 39 km à l'est d'Oradea, le chef-lieu du județ.
La municipalité est composée de la ville d'Aleșd elle-même et des villages suivants (population en 2002) :
- Aleșd (7 387, siège de la mairie ;
- Pădurea Neagră (769) ;
- Peștiș (1 545) ;
- Tinăud (805).

## Histoire
La première mention écrite de la ville d'Aleșd date de 1291 dans un registre de la dîme épiscopale de l'évêché d'Oradea parlant de Villa Elusd. Elle apparaît ensuite sous les noms d'Eleesd, Elezd, Illesd.
La commune, qui appartenait au royaume de Hongrie, en a donc suivi l'histoire. L'histoire d'Aleșd est très liée à celle de la forteresse de Piatra Șoimului construite au XIIIe siècle, située à quelques kilomètres au nord, qui fut une pièce maîtresse de la défense du royaume hongrois.
Après le compromis de 1867 entre Autrichiens et Hongrois de l'empire d'Autriche, la principauté de Transylvanie disparaît et, en 1876, le royaume de Hongrie est partagé en comitats. Aleșd intègre le comitat de Bihar (Bihar vármegye) et devient chef-lieu du district rural d'Élesd.
À la fin de la Première Guerre mondiale, l'Empire austro-hongrois disparaît et la commune rejoint la Grande Roumanie au traité de Trianon. Elle est alors résidence de plașa (chef-lieu d'arrondissement) du nouveau județ de Bihor.
En 1940, à la suite du deuxième arbitrage de Vienne, elle est annexée par la Hongrie jusqu'en 1944, période durant laquelle sa communauté juive est exterminée par les nazis. Elle réintègre la Roumanie après la Seconde Guerre mondiale au traité de Paris en 1947. Jusqu'en 1968, elle est chef-lieu de raïon de la province de Bihor. En 1968, elle obtient le statut de ville, les villages d'Aștileu, Călățea, Chistag et Peștera font alors partie d'Aleșd mais ils s'en sépareront en 1988 pour former la commune rurale d'Aștileu.
Après les événements de 1989, Aleșd est classée zone défavorisée en 1998, ce qui relance l'investissement et permet la création de quelque 1 500 emplois jusqu'en 2002.

## Politique
| Période                                  | Période  | Identité          | Étiquette | Qualité |
| ---------------------------------------- | -------- | ----------------- | --------- | ------- |
| Les données manquantes sont à compléter. |          |                   |           |         |
| 1992                                     | 2000     | Trăian Abrudan    | PD        |         |
| 2000                                     | 2016     | Zeno Dănuț Țipțer | PNL       |         |
| 2016                                     | En cours | Ioan Todoca       | PNL       |         |

| Parti | Parti                                      | Sièges |
| ----- | ------------------------------------------ | ------ |
|       | Parti national libéral (PNL)               | 7      |
|       | Parti social-démocrate (PSD)               | 7      |
|       | Union démocrate magyare de Roumanie (UDMR) | 2      |
|       | Alliance des libéraux et démocrates (ALDE) | 1      |

## Religions
En 2002, la composition religieuse de la commune était la suivante :
- Chrétiens orthodoxes, 51,17 % ;
- Catholiques romains, 18,70 % ;
- Réformés, 12,30 % ;
- Baptistes, 8,51 % ;
- Pentecôtistes, 7,68 % ;
- Grecs-Catholiques, 1,03 %.

## Démographie
En 1910, à l'époque austro-hongroise, la commune comptait 2 344 Hongrois (41,16 %), 1 769 Roumains (31,06 %), 1 446 Slovaques (25,39 %) et 75 Allemands (1,32 %),.
En 1930, on dénombrait 2 065 Roumains (45,44 %), 1 789 Hongrois (39,37 %), 347 Juifs (7,64 %), 313 Slovaques (6,89 %), 15 Allemands (0,33 %) et 13 Roms (0,29 %).
En 1956, après la Seconde Guerre mondiale, 2 891 Roumains (50,81 %) côtoyaient 2 311 Hongrois (40,62 %) 246 Tsiganes (4,32 %), 142 Slovaques (2,50 %), 65 Juifs (1,14 %) et 28 Allemands (0,49 %).
En 2002, la commune comptait 6 788 Roumains (65,17 %), 1 987 Hongrois (19,07 %), 953 Roms (9,15 %), 645 Slovaques (6,19 %) et 28 Allemands (0,26 %). On comptait à cette date 3 736 ménages et 3 996 logements.
| 1880  | 1890  | 1900  | 1910  | 1920  | 1930  | 1941  | 1956  | 1966  |
| ----- | ----- | ----- | ----- | ----- | ----- | ----- | ----- | ----- |
| 3 683 | 3 981 | 4 608 | 5 695 | 5 667 | 4 544 | 4 646 | 5 690 | 6 371 |

| 1977  | 1992   | 2002   | 2007   | - | - | - | - | - |
| ----- | ------ | ------ | ------ | - | - | - | - | - |
| 9 608 | 10 920 | 10 415 | 10 746 | - | - | - | - | - |

## Économie
L'économie de la commune repose sur la fabrication de matériaux de construction : ciment notamment. La ville est également un centre administratif et commercial pour l'est du județ.
Aleșd possède un fort potentiel de développement touristique : eaux thermales, eaux minérales, forêts, randonnées…

## Communications

### Routes
La ville est située sur la route nationale DN1 (route européenne 60) Oradea-Cluj-Napoca. D'autre part, la route nationale DN1H pârt vers le nord-est et les villes de Șimleu Silvaniei et Zalău dans le județ de Sălaj.
La route régionale DJ108H se dirige au nord, à travers les Monts Plopiș vers le village de Pădurea Neagră.

### Voies ferrées
Aleșd est desservie par la ligne magistrale 300 des Chemins de fer roumains Oradea-Cluj-Napoca-Bucarest.

## Lieux et monuments

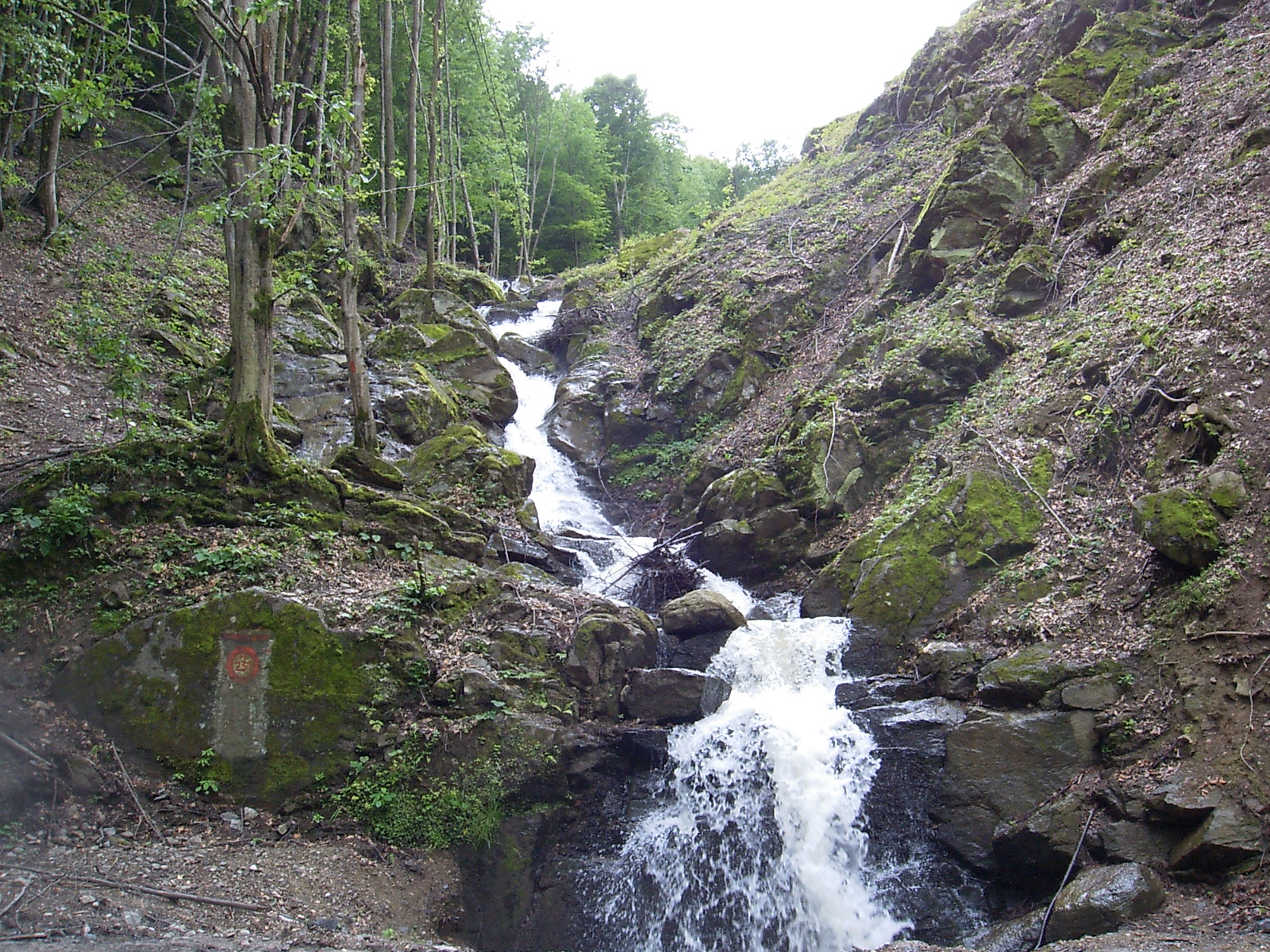
Cascade à Pădurea Neagră

- Aleșd, église orthodoxe en bois de la Dormition de la Vierge (Adormirea Maicii Domnului), datant de 1894[7] ;
- Peștiș, église orthodoxe en bois de l'Annonciation (Buna Vestire) datant de 1784[7] ;
- Peștiș, ruines du château de Piatra Șoimului ;
- Tinăud, église orthodoxe St Dimitri datant de 1700[7] ;
- Pădurea Neagră, site naturel et cascades ;
- Pădurea Neagră, château Poiana Florilor du XIXe siècle.

## Jumelages
Kaba (Hongrie)